# Деогар
Деогар је град у Индији у држави Џарканд. Према незваничним резултатима пописа 2011. у граду је живело 203.116 становника.

## Становништво
Према незваничним резултатима пописа, у граду је 2011. живело 203.116 становника.
| 1991.  | 2001.  | 2011.   |
| ------ | ------ | ------- |
| 76.380 | 98.388 | 203.116 |